# Sowjetische Angriffsdoktrin (Kalter Krieg)

Vermutete Angriffsachsen des Warschauer Paktes

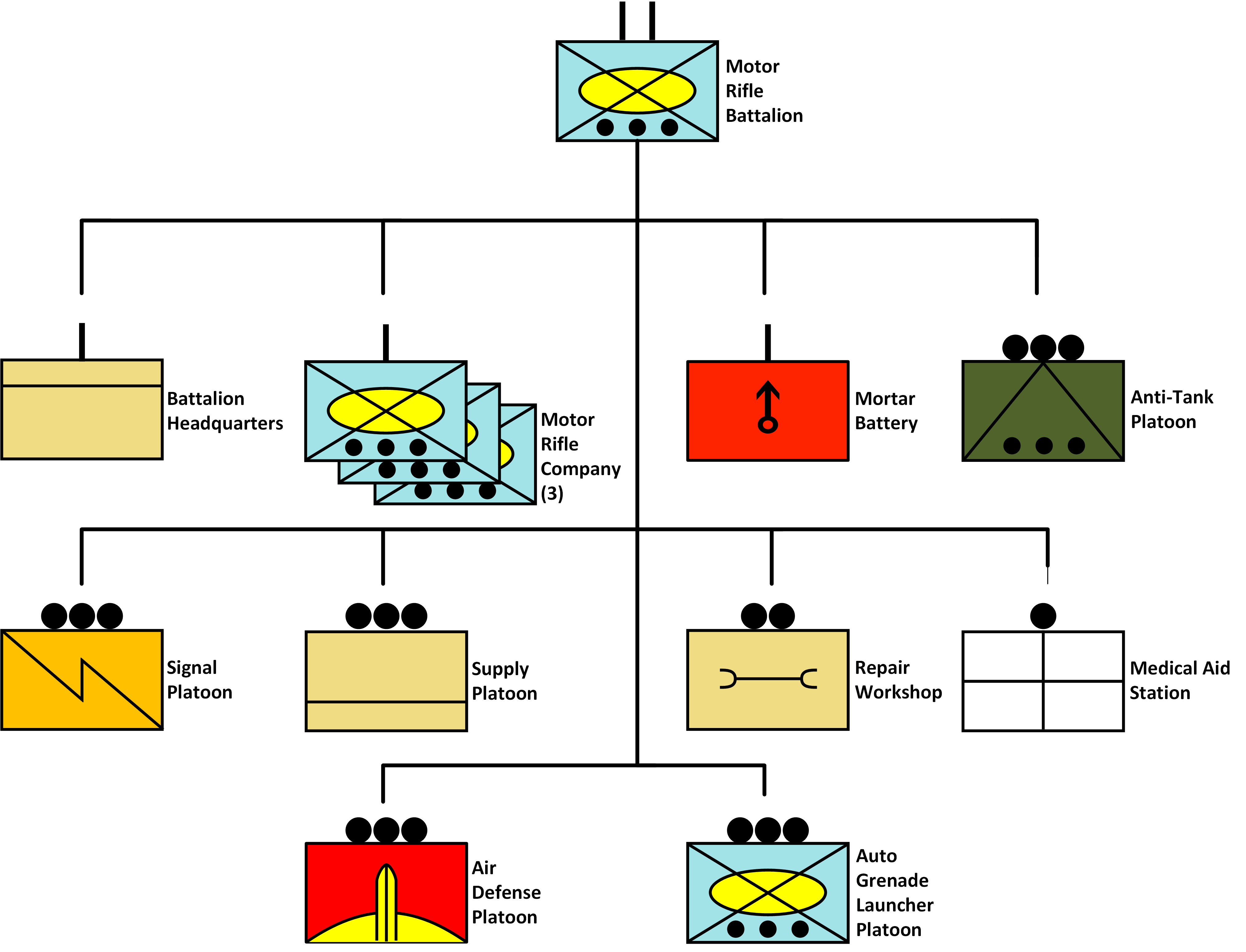
Gliederung eines sowjetischen Mot-Schützenbataillons

Gliederung eines sowjetischen Panzerbataillons

Gliederung einer sowjetischen Mot-Schützendivision

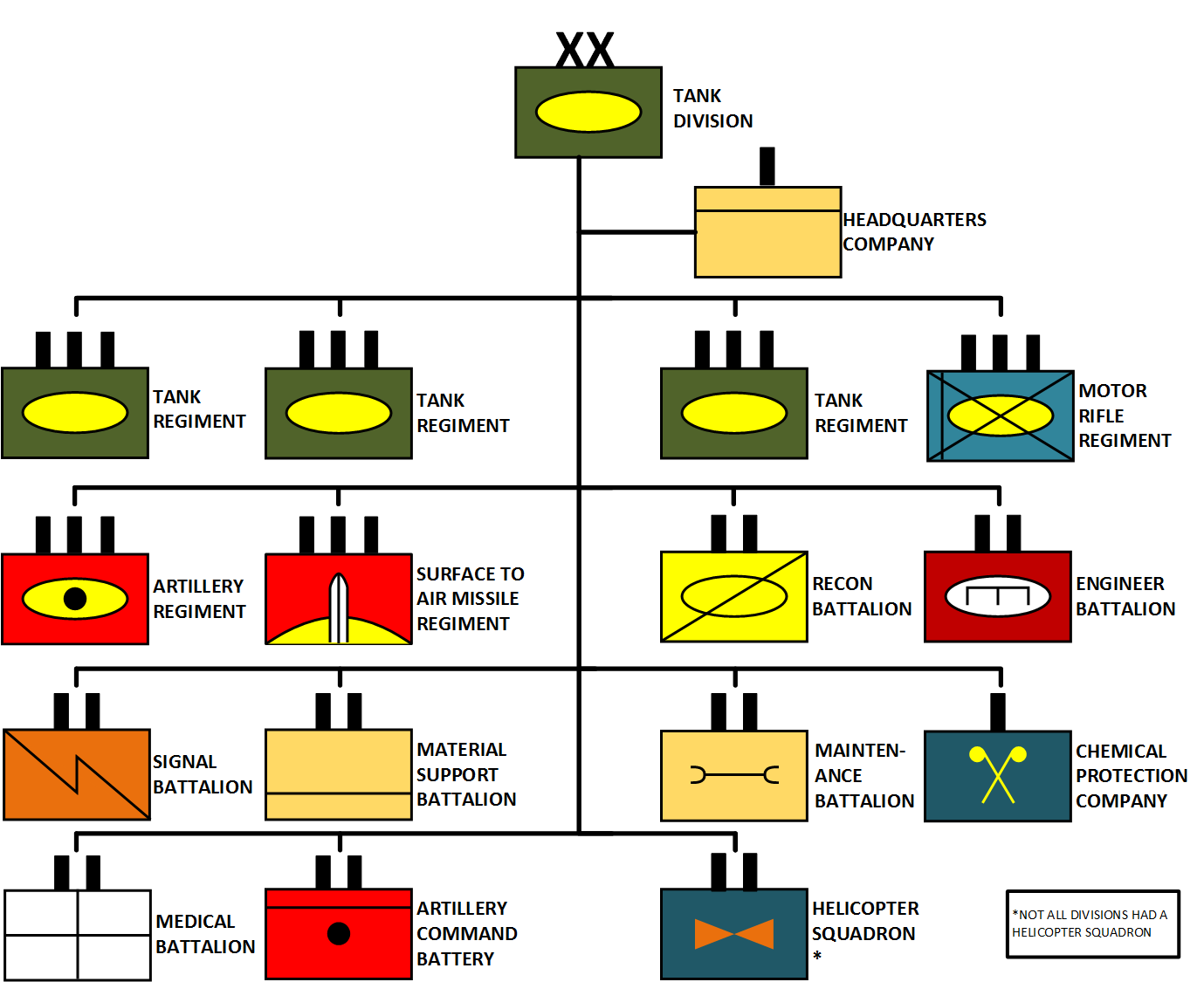
Gliederung einer sowjetischen Panzerdivision

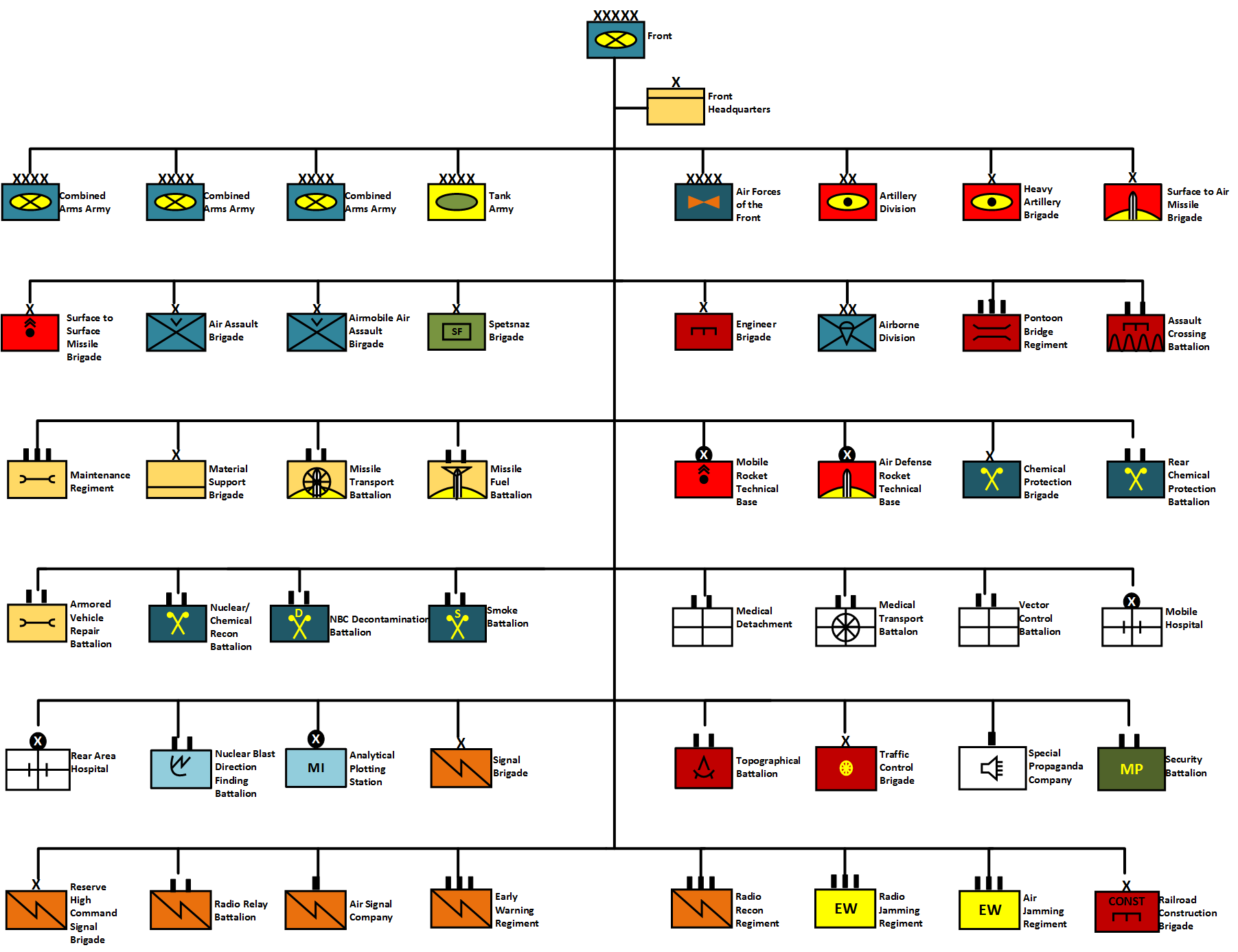
Gliederung einer sowjetischen Front

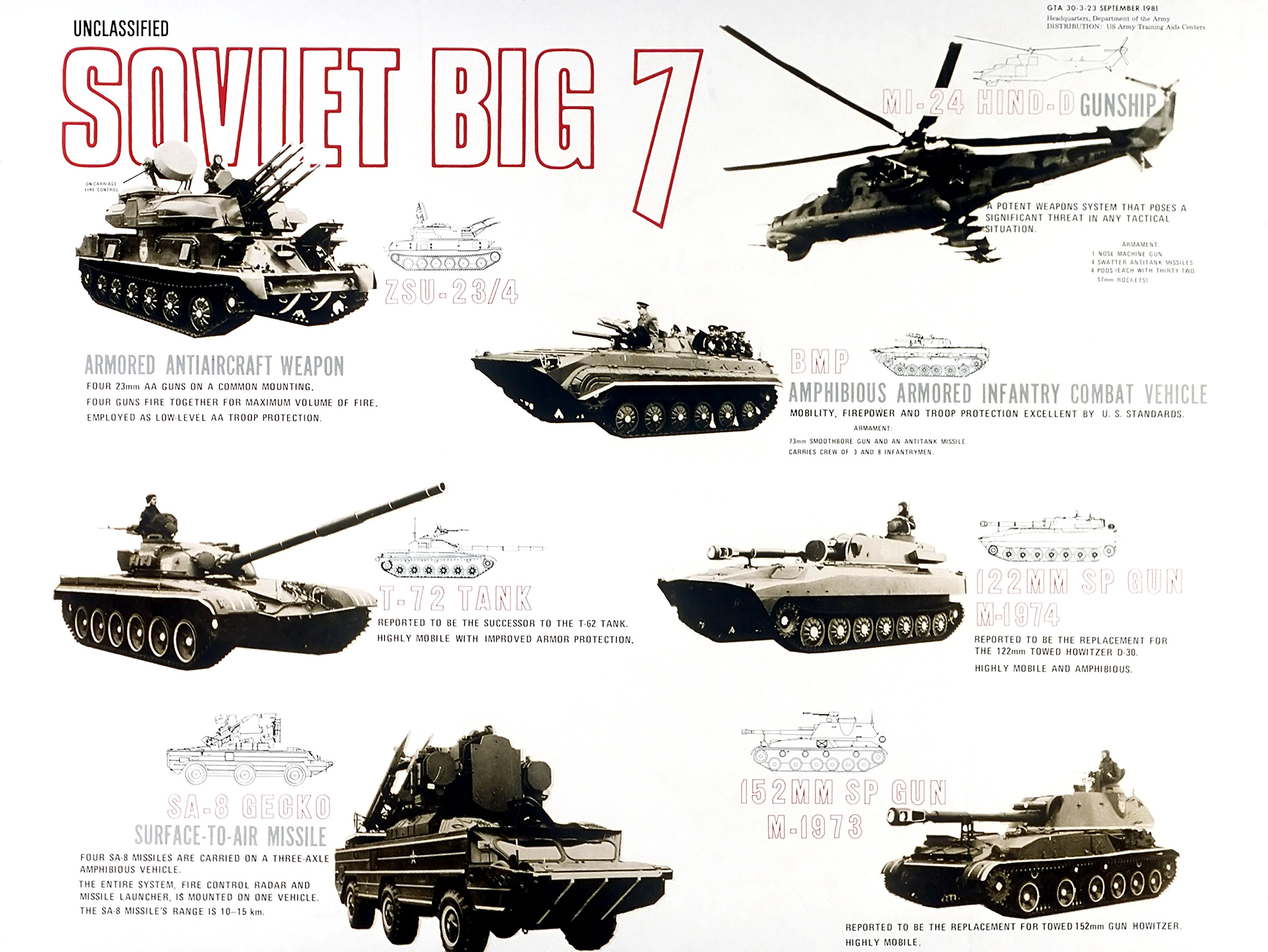
Die 7 großen Bedrohungen der NATO durch die Sowjetstreitkräfte (Informationsblatt des US-Verteidigungsministeriums von 1981)

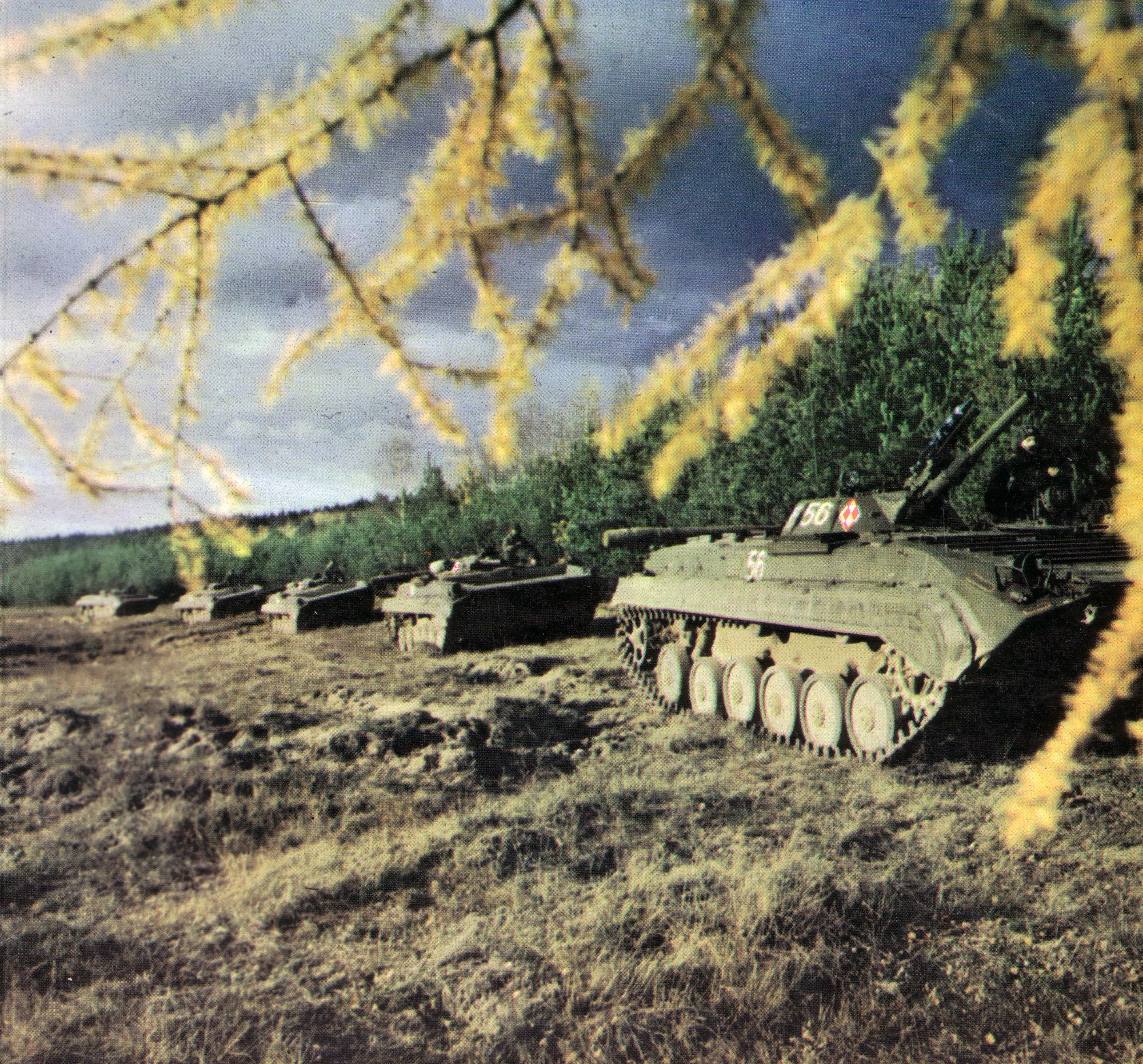
BMP-Schützenpanzer

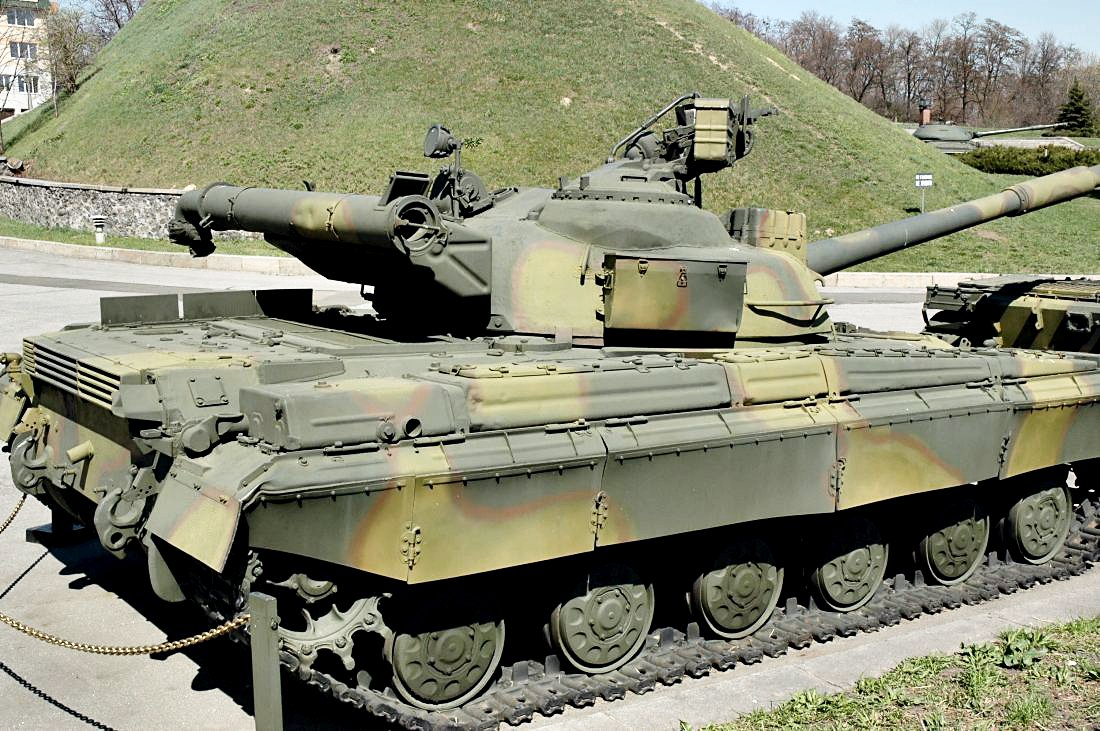
T-64

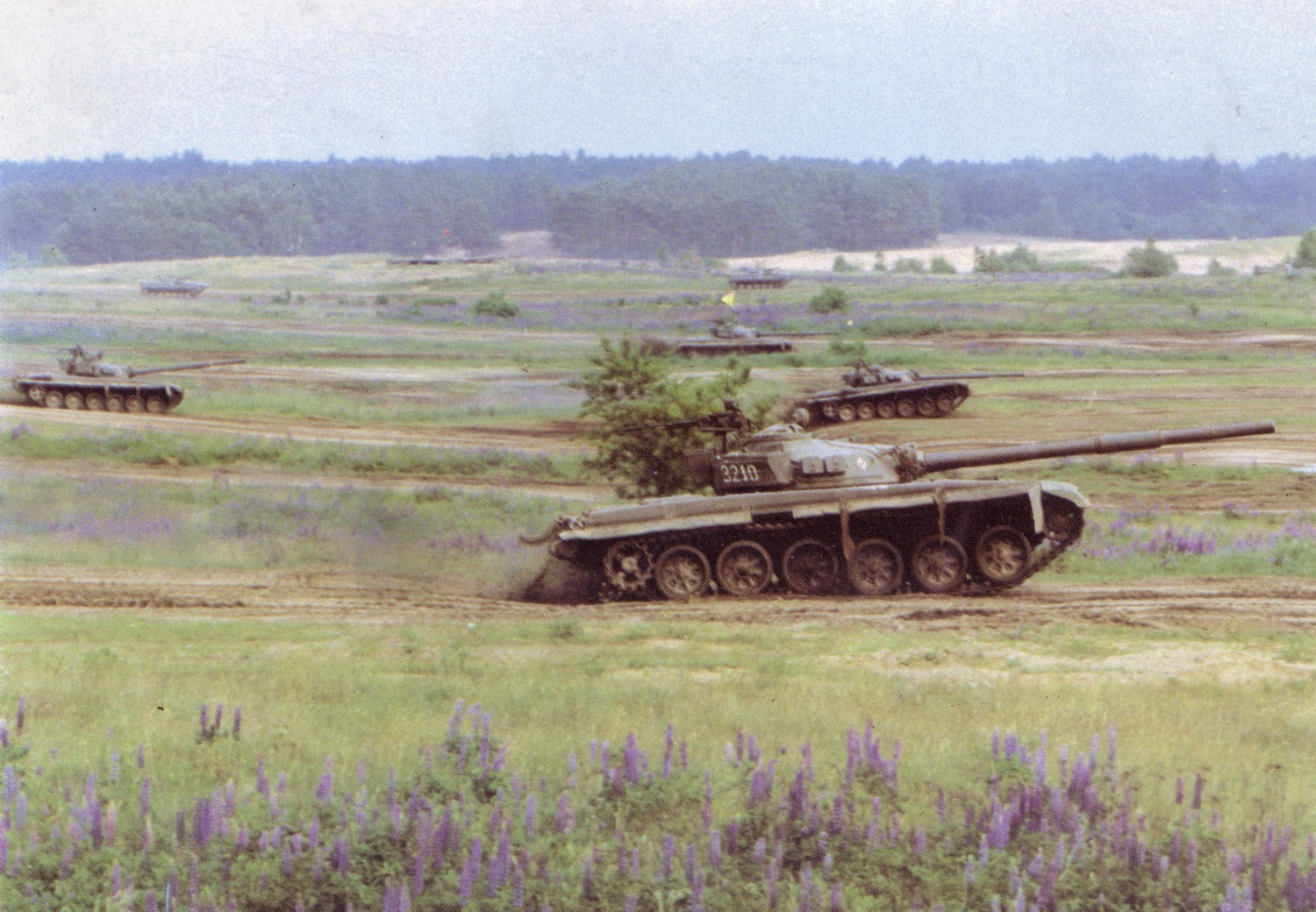
T-72

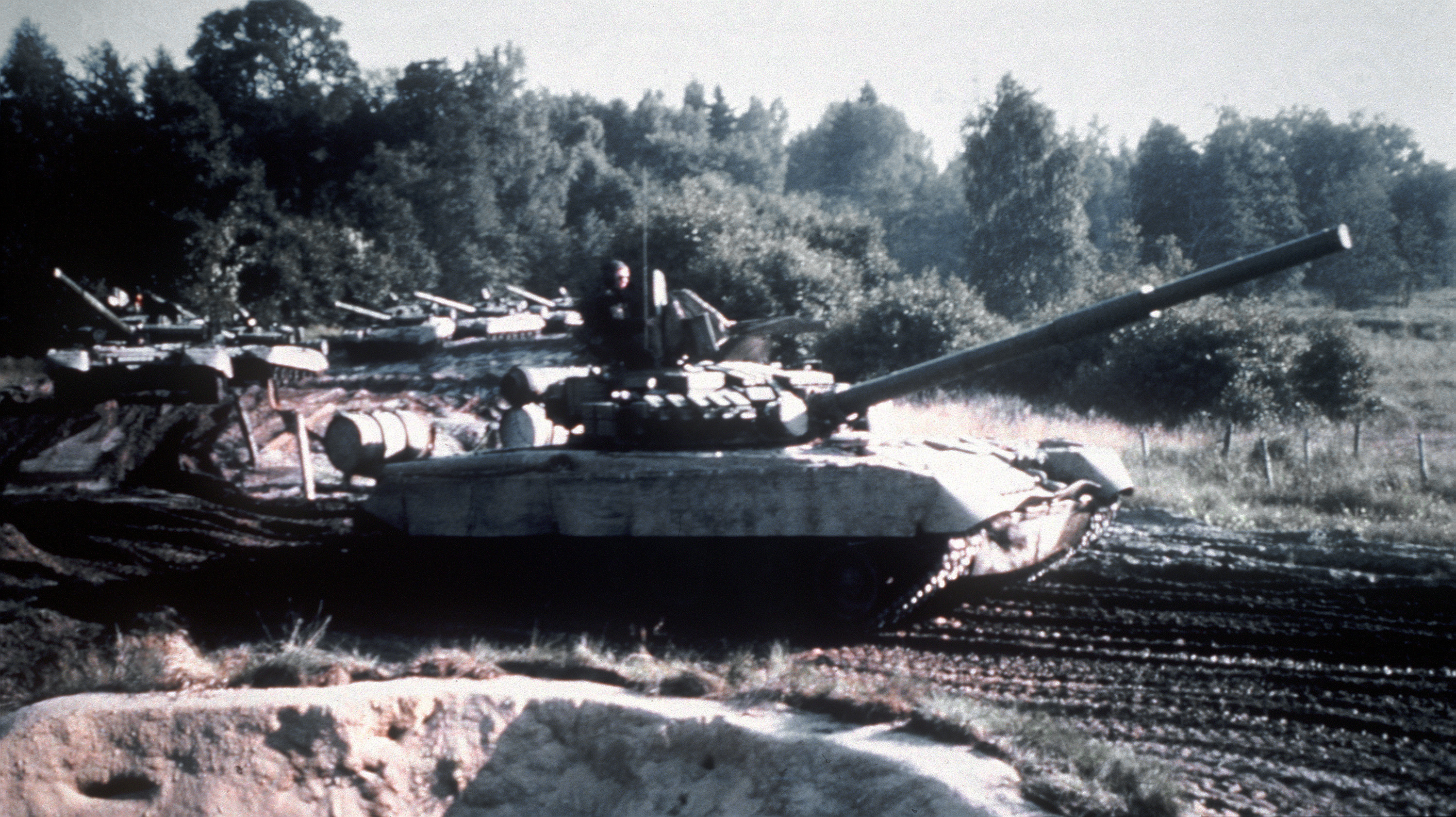
T-80

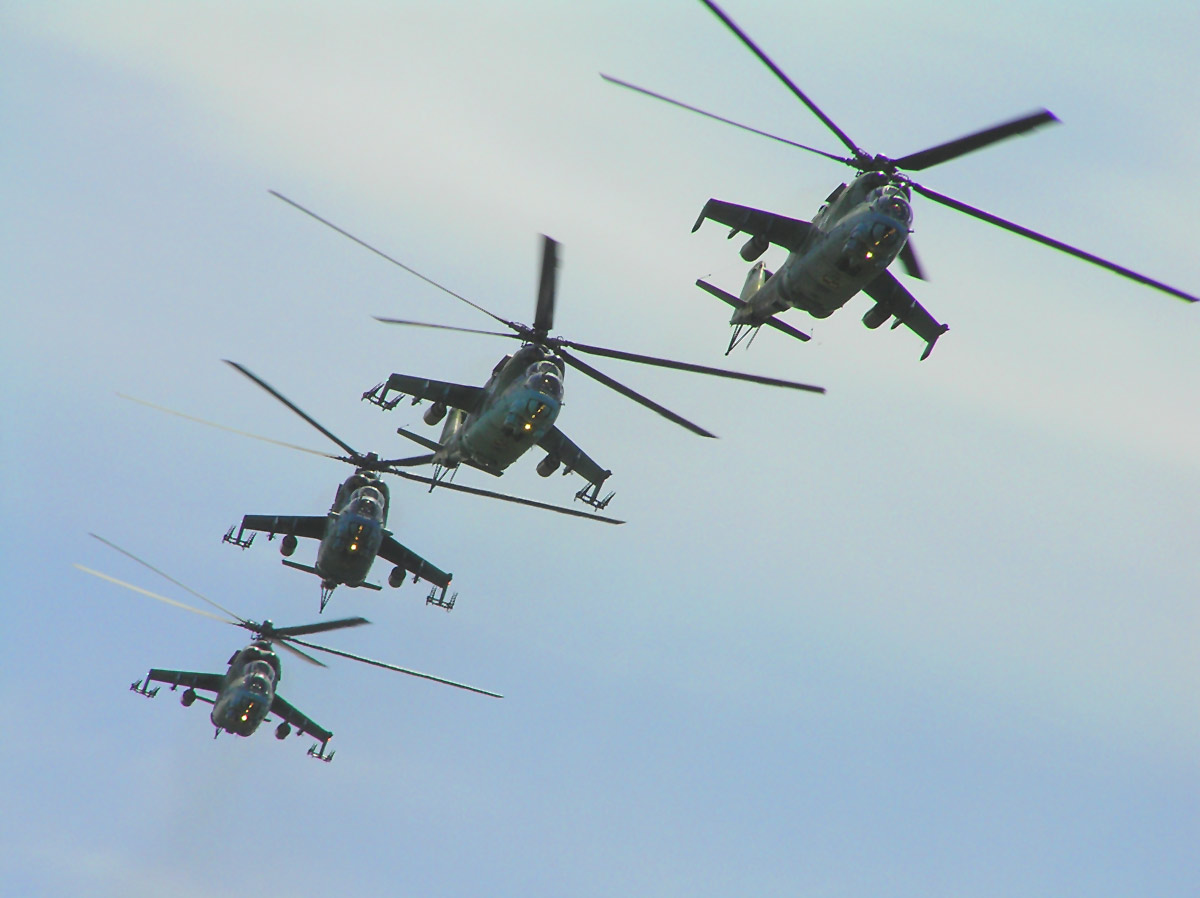
Kampfhubschrauber Mil Mi-24

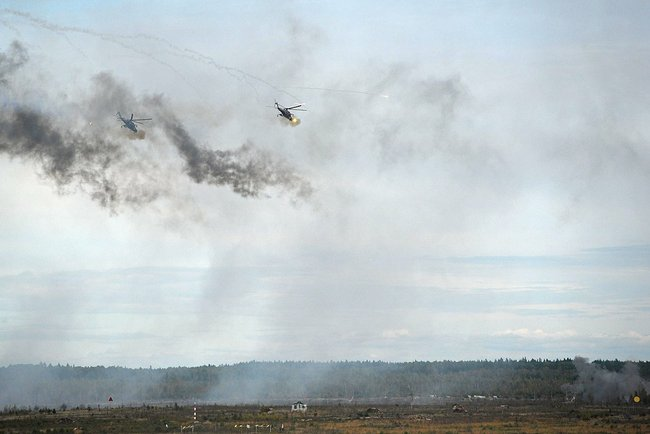
Kampfhubschrauber Mi-24 bekämpfen Erdziele

Die sogenannte sowjetische Angriffsdoktrin, bzw. Angriffsdoktrin des Warschauer Paktes, während des Kalten Krieges basierte im Wesentlichen auf tiefen Operationen starker gepanzerter Verbände. Hierbei zielte die Taktik auf tiefe Stöße an geeigneten Frontabschnitten (VRV) ab. Wesentliche Merkmale hierbei waren Hauptschläge mit unterschiedlicher Schwerpunktbildung nach dem „Prinzip der Masse“ (Auswirkung überlegener Kampfkraft am entscheidenden Ort und zum entscheidenden Zeitpunkt). Diese Operationen konnten unter anderem durch Kampfhubschrauber und Luftlandungen im rückwärtigen Gebiet unterstützt werden. Geografisch sollte die Doktrin vor allem in Westeuropa, dem aus Sicht des Warschauer Vertrages westlichen Kriegsschauplatz, angewendet werden, weil dort die große Zahl gegnerischer Truppen eine hohe Wirksamkeit schnell vorgetragener, weitreichender Stöße erwarten ließ.

## Ziele
Hauptziel der sowjetischen Angriffsdoktrin war, in einer Art „Blitzkrieg“ durch schnelle Panzervorstöße das NATO-Verteidigungssystem in einem frühen Stadium zum Einsturz zu bringen, um innerhalb eines konventionellen Krieges, die Eskalation zu einem nuklearen Krieg nach Möglichkeit zu verhindern. Ausschlaggebend war hierbei das starke Aufrüsten des Warschauer Paktes hinsichtlich seiner Panzer- und Artilleriewaffe. Noch zu Beginn der 1980er Jahre hielten beide Supermächte einen konventionellen Krieg für führbar.
Zu den Kernaufgaben gehörten:
- Überraschungsangriffe zu unterschiedlichen Schwerpunkten, Angriffsachsen und Zeitpunkten[1]
- Angriff auf breiter Front in allen strategischen Richtungen[5]
- Überraschendes Zuschlagen mit hohem Tempo bei Tag und Nacht bei hoher Beweglichkeit[5]
- schnelle und koordinierte Operationen
- Unterlaufen einer möglichen atomaren Reaktion der NATO

## Historie
Die sowjetische Militärdoktrin war im Laufe der Zeit mehreren Wandlungen unterzogen. Während in den 1960er-Jahren das Hauptaugenmerk auf den nuklearen Antwortschlag gelegt und eine konventionelle Kriegsführung als Ergänzung betrachtet wurde, wurde in den 1970er-Jahren zu einer verstärkten Planung des konventionellen Krieges übergegangen. Zehn Jahre später war der Einsatz konventioneller Waffen mit der Option, taktische Atomwaffen einzusetzen, ebenfalls wahrscheinlich geworden. Bis 1985 wurden die drei Operationsarten Verteidigung, Gegenoffensive und Angriff gleichrangig behandelt. Auch wurde der NATO eine Aggressionsabsicht unterstellt, welcher die Warschauer Vertragsorganisation durch einen auf NATO-Territorium vorgetragenen Gegenangriff begegnen wollte, um wieder die Initiative zu übernehmen. Erwartet wurde ein Angriff der Northern Army Group der NATO sowie des nördlich angrenzenden Allied Command Baltic Approaches mit mindestens fünf Korps durch die Norddeutsche Tiefebene und über die Ostsee. Für die im Zuge des Gegenangriffs folgende Einnahme der Bundesrepublik Deutschland wurde eine Zeitspanne von fünf bis sieben Tagen veranschlagt. Innerhalb von 15 Tagen sollten die französische Atlantikküste und weitere wichtige Küstenabschnitte erreicht sein, um der Ankunft der US-amerikanischen und britischen Hauptkräfte auf dem Seeweg zuvorzukommen. Ab einem eigenen Geländegewinn von rund 100 km Tiefe wurde der Einsatz von Kernwaffen durch die NATO erwartet. 1987 setzte sich wiederum eine defensive Militärdoktrin durch. Eine Zeitlang wurde in der Planung die Verwendung sogenannter „Durchbruchsbataillone“ mit schweren T-10-Panzern berücksichtigt, eine Entwicklung, die später zugunsten schnellerer und beweglicherer Verbände aufgegeben wurde.
Die Planung der Warschauer Vertragsorganisation sah für den Abwehr des NATO-Angriffs und die Einleitung des Gegenangriffs in der ersten operativen Staffel zunächst die Grenztruppen der DDR (für die eine vollständige Aufreibung erwartet wurde), 36 aktive sowjetische und NVA-Divisionen sowie fünf Mobilmachungsdivisionen vor. Als Hauptrichtung waren das Ruhrgebiet, Lothringen und die Atlantikküste vorgegeben, wobei zwei Achsen in Planung und Übungen vorbereitet wurden: in südlicher Richtung vom Thüringer Balkon (Fulda Gap) aus über das Rhein-Main-Gebiet und nördlich über die Norddeutsche Tiefebene. Auf diesem Angriffskorridor wäre in beiden Fällen in der ersten Staffel in den ersten beiden Operationstagen die sowjetische 1. und 2. Gardepanzerarmee, die 3. Stoßarmee und die 8. Gardearmee zum Einsatz gekommen. Die NVA sollte sich dort mit ihrer 5. Armee beteiligen. In der Abwehr der NATO hätte jede beteiligte Armee einen rund 100 km breiten Streifen zu verteidigen gehabt. Zudem wäre eine nördliche und eine südliche Flankensicherung nötig geworden. Diese sollte im Norden die Küstenfront unter polnischem Oberbefehl aus einem großen Teil der polnischen Armee, der 5. Armee der NVA und der sowjetischen 2. Gardepanzerarmee sicherstellen. Ihr Hauptziel war die deutsch-niederländische Nordseeküste. Ein möglicher Nebenstoß sollte Dänemark ausschalten und damit landseitig den Zugang zum Nordatlantik sicherstellen. Durch die Eroberung der Nordseehäfen sollte auch die Versorgung und Verstärkung der Truppen des Hauptstoßes erleichtert werden. Die Marineverbände der Warschauer Vertragsorganisation hatten den Auftrag, die See- und Lufthoheit in der Ostsee zu erringen, in die Nordsee durchzubrechen, diese von NATO-Verbänden zu säubern und die Nordsee schließlich zum Atlantik abzuriegeln. Die Südflanke sollte durch tschechoslowakische und sowjetische Verbände der Südwestfront gesichert werden, die in Richtung Bayern vorgehen sollten. Weiter südlich schloss sich die Alpenfront an. Vom dritten Operationstag an sollte die zweite Staffel in das Gefecht eingreifen. Für diese waren die und in der zweiten Staffel die sowjetische 20. Gardearmee sowie weitere sowjetische und polnische Armeen vorgesehen.

### Operative Planungen für den Thüringer Balkon (Fulda Gap)
Für das sogenannte „Fulda Gap“, den hessischen Korridor mit der geographisch kürzesten Entfernung zwischen der DDR und der Metropole Frankfurt am Main und der kritischsten „Nahtstelle“ des Kalten Krieges in Mitteleuropa, plante die 8. Gardearmee Weimar-Nohra der GSSD folgendes Einsatzszenario: Durchstoß des Fulda Gap im Verantwortungsbereich des V. US-Korps, Überqueren des Mains und Erreichen des Rheins innerhalb kürzester Zeit. In den 1980er Jahren hatte die 8. Gardearmee ihre maximale Kampfstärke erreicht und verfügte über vier bis zu 12.000 Mann starke Elite-Divisionen (20. Garde-Panzerdivision, 20., 39. und 57. Garde-Mot-Schützendivision) plus zahlreicher Unterstützungseinheiten wie der 43. Garde-Artilleriebrigade, weiteren Raketenbrigaden, Truppenfliegereinheiten, der 6. Jagdbomberdivision Merseburg, dem Nacht-Aufklärungsbataillon, u. a. Dazu gehörten auch Armeefliegerstreitkräfte, die nach Hochrechnungen innerhalb eines Gefechtstages, in der Lage gewesen wären zwischen 40 und 60 Feindpanzer, bzw. ein komplettes Panzergrenadierbataillon (mot. InfBtl) zu vernichten. Die 8. Gardearmee war ein hochbeweglicher Verband, der über mehr Kampf- und Schützenpanzer (zeitweise 1.200 bis 1.500 Panzer, ca. 225 Panzer pro MSD) als jede andere sowjetische Panzereinheit des Zweiten Weltkriegs verfügte. Ihre Aufgabe bei einem bewaffneten Konflikt wäre das Durchbrechen der taktischen Verteidigungszone der NATO (Angriffsstreifen pro Division hier etwa 15 – 20 km) innerhalb eines einzigen Gefechtstages und die Fortsetzung des Angriffs mit hohem Tempo in die Tiefe. Dabei sollte die 1. Staffel die Deckungskräfte der NATO (11. ACR – 11th Armored Cavalry Regiment) durchbrechen und der 2. Staffel die Voraussetzung schaffen, das V. US-Korps zu vernichten, Frankfurt, den Frankfurter Flughafen und die Flussübergänge über den Rhein zu besetzen. Letztendlich kam der 3. Staffel dann die Aufgabe zu, den Rhein zu überqueren und bis zur deutsch-französischen Grenze vorzustoßen. Die Stärke der 8. Gardepanzerarmee lag in der unterschiedlichen Verwendung ihrer Panzer- und der drei mechanisierten Divisionen (BMP und BTR). Um eine Gefechtsfeldabriegelung des Gegners zu unterbinden, wurden die Truppenluftabwehrverbände der 8. Gardearmee innerhalb der 1970er Jahre stark aufgerüstet. Die Operationspläne des Gegners (Heeresgruppe CENTAG) waren zeitweise durch Enttarnung bekannt geworden und so konnte sich die Offensivplanung systematisch darauf vorbereiten. So auch 1982, als das Ministerium für Staatssicherheit in den Besitz des hochgeheimen GDP-Plans OP 3301 gelangen konnte.

## Schema
Das Heer des Warschauer Paktes war einerseits zahlenmäßig und andererseits durch den Kampfwert seiner Waffensysteme so ausgerüstet, dass es zur Zeit des Kalten Krieges, einen Angriff mit hoher Intensität, hoher operative Beweglichkeit, ununterbrochen am Tag und in der Nacht ausführen konnte. Die sowjetischen Panzerverbände waren für große Mobilität bei unverminderter Feuerkraft und dem raschen Überwinden von Gewässerhindernissen („Forcieren von Gewässern“) ausgelegt. Dafür besaßen die für Angriffsoperationen entwickelten Kampfpanzer T-64, T-72 und T-80 eine hohe Stoßkraft. Neben der Stärke am Boden erfolgte Feuerunterstützung aus der Luft durch Armeeflieger (insbesondere durch den Kampfhubschrauber Mil Mi-24 „Hind“, dem „fliegenden Schützenpanzer“) und Erdkampfflugzeugen wie der Suchoi Su-25, „Frogfoot“, die auch nachts aktiv ihre Ziele bekämpfen konnte. Der Angriffsvorbereitung ging stets eine gründliche bodengebundene Aufklärung voraus, um den Verlauf des gegnerischen Stellungssystems auch in der Tiefe hinreichend aufzuklären. Eine der Schlüsselfunktionen bei der Angriffsvorbereitung kam den eigenen Artilleriekräften zu, die sich mit Vorlauf in ca. fünf bis acht Kilometer Entfernung vom geplanten Durchbruchsabschnitt entfalteten. An einem Durchbruchsabschnitt sollte mindestens die sechsfache nummerische Überlegenheit gegenüber dem Feind erreicht werden. Anschließend begann der Anmarsch und die Dislozierung des Angriffsverbandes aus dem Ausgangs-/Bereitstellungsraum, der sich in der Regel 20 bis 40 Kilometer tief auf dem grenznahen Territorium der DDR befand und dabei möglichst nicht innerhalb der Reichweite der NATO-Artillerie liegen sollte. Hier erfolgte die Truppeneinteilung, beispielsweise in BMP- und BTR-Regimenter bzw. in Voraus-, Haupt- und Folgekräfte, in 1. und 2. Staffel. Außerdem Kampfunterstützung durch Pioniere, Truppenluftabwehr, Panzerjäger u. a. Sobald die Artillerie in ihren Feuerstellungen wirkungsbereit war, konnte der Angriffsverband auf Marschstraßen seinen Ausgangsraum verlassen. Der Operationsplan sah vor, zu welchen festgelegten Zeiten welche Ablauflinien (AL) zu überschreiten waren. Weitere Führungs-/Trennungslinien bildeten die Linie zur Entfaltung der Bataillons-, Kompanie- und Zugkolonnen (LEB, LEK und LEZ), die Linie des Sturmangriffs (LSA) und die Linie des Absitzens (LA) der Mot-Schützen von ihren Gefechtsfahrzeugen.
Unter 30- bis 60-minütigem Feuerschutz der Artillerie erreichten die Regimenter der 1. Staffel von ihrer Ausgangsstellung den Entfaltungsabschnitt, etwa 12 Kilometer vom VRV entfernt. In diesem Abschnitt wurden sie in vordere und hintere Bataillone (Regimentsreserve) gegliedert. Entweder wurden die Kampfpanzer zugweise auf die Mot-Schützenkompanien aufgeteilt oder traten für Schwerpunktangriffe auch geschlossen an. Die Bataillone wiederum gliederten sich in drei verstärkte Kompanien als vorn eingesetzte Kampfverbände mit einer Kompanie im Abstand von 1,5 oder 2 km als Bataillonsreserve. Häufig wurde jedoch auf Reserven verzichtet und alle verfügbaren Kräfte für den Angriff gebündelt. Um die erforderliche Stoßkraft zu erreichen, war der erste Verband, der auf den Gegner stieß, zumeist ein Panzerzug und 50 Meter dahinter aufgesessene Mot-Schützenkompanien. Auf Höhe der LSA war die Entfaltung nun abgeschlossen und der Angriff auf erkannten Feind mit hoher Geschwindigkeit (Feuerkampf mit Waffenstabilisationsanlage auch in der Bewegung möglich) ausgeführt. Auf Höhe der LA saßen die Mot-Schützentrupps der Schützenpanzer ab und führten den Sturm und Einbruch in die feindlichen Stellungen aus. Dabei war in erster Linie darauf zu achten, mit oberster Priorität die Panzerabwehrkräfte des Feindes niederzuringen. Die Kampfpanzer wurden je nach Geländebeschaffenheit (offenes Gelände – „Panzergelände“) offensiv eingesetzt, in dem sie breit gefächert, mit hoher Geschwindigkeit auf die aufgeklärten Hartziele zufuhren und aus der Bewegung bekämpften. Auch hier galt das Bestreben, das Abwehrfeuer des Gegners möglichst zu unterlaufen. Sobald eigene Panzer und Infanterie in die Stellung des Feindes einbrach, wurde das Artilleriefeuer in die Tiefe verlegt. Bei den schnellen Vorstößen der Panzertruppe und der motorisierten Infanterie wurden bewusst offene Flanken in Kauf genommen. Oberste Priorität galt allein der Erweiterung des Durchbruchsabschnittes, der Beibehaltung des Angriffsschwungs und nicht der eigenen liegengebliebenen Truppe.

## Kräfteansatz
Eine sowjetische GSSD-Armee (Ausnahme: Gardearmeen und Stoßarmeen) bestand in der Regel aus zwei Mot-Schützen- und einer Panzerdivision.
Kampfstärke von drei Mot-Schützendivisionen (MSD)
| Gefechtsfahrzeuge und Waffensysteme | Anzahl |
| ----------------------------------- | --- |
| Kampfpanzer                         | 266 × 3 KPz = 798 KPz                                                                                                |
| Schützenpanzer                      | 346 × 3 SPz = 1.038 SPz                                                                                              |
| Artillerie                          | 162 × 3 = 486 (entspricht 3 × 27 Batterien), Geschütze, Haubitzen, Mehrfach-Raketenwerfer, Panzerabwehrkanonen (PAK) |

Kampfstärke einer Panzerdivision (PD)
| Gefechtsfahrzeuge und Waffensysteme | Anzahl |
| ----------------------------------- | --- |
| Kampfpanzer                         | 3 Panzerregimenter zu je 125 KPz = 415 (außerdem 1 Mot-Schützenregiment mit je 40 KPz), dabei handelt es sich möglicherweise um eine verstärkte PD, die Normalstärke einer Panzerdivision wird mit 311 bis 325 KPz angegeben |
| Schützenpanzer                      | 3 Panzerregimenter zu je 39 BMP = 117 SPz, 1 Mot-Schützenregiment zu je 111 BMP = 111 SPz und ein Aufklärungsbataillon zu je 15 BMP = 243                                                                                    |
| Artillerie                          | 144 (entspricht 24 Batterien), Geschütze, Haubitzen, Mehrfach-Raketenwerfer, Panzerabwehrkanonen (PAK) |

Kampfstärke einer Mot-Schützendivision (MSD)
| Gefechtsfahrzeuge und Waffensysteme | Anzahl |
| ----------------------------------- | --- |
| Kampfpanzer                         | 1 Panzerregiment mit 95 KPz, 3 Mot-Schützenregimenter mit je 40 KPz = 120, 1 selbstständiges Panzerbataillon mit 51 KPz = 266 KPz |
| Schützenpanzer                      | 3 Mot-Schützenregimenter, 2 × 105 SPz, 1 × 111 SPz (BMP) = 321 SPz, 1 Panzerregiment mit 10 SPz und 1 Aufklärungsbataillon mit 15 SPz = 346 SPz |
| Artillerie                          | Panzer- und Mot-Schützenregimenter: 1 Artilleriebataillon mit 18 × 122 mm Geschützen, 4 Bataillone mit 72 Geschützen, 1 Artillerieregiment zu 3 Artilleriebataillonen mit 54 × 122/152 mm Geschützen, 1 Raketenwerferbataillon (BM-21) mit 18 Werfern, 1 PAK Bataillon mit 18 × 100 mm Geschützen = 162 Geschütze und Mehrfachraketenwerfer |

Hinzu kommen Armeetruppen in Form eines Panzerregimentes mit 95 oder mehr Kampfpanzern, sowie einer Artilleriebrigade mit 72 Geschützen und anderen Verbänden.

## Ablaufprinzipien

### Angriffsvorbereitung
Ein erfolgreicher Durchbruch, d. h. das Durchtrennen des Verteidigungsabschnittes einer Brigade und das Nachführen weiterer eigener Teile in die Tiefe des gegnerischen Territoriums, durch die Verteidigungslinie der NATO, verlangte eine minuziöse Angriffsvorbereitung auf Seiten der Divisions- und Armeestäbe. Dem Panzerangriff gingen zumeist konzentriertes Artilleriesperrfeuer und Luftangriffe voraus, wobei der tatsächliche Durchbruch so lange wie möglich verschleiert werden sollte. Für die Artillerievorbereitung konnten Steilfeuerwaffen (Rohrartillerie und Raketenwerfer) verschiedener Verbände, wie den Regiments oder Divisionsartilleriegruppen (RAG/DAG) zusammengefasst werden. Dazu wurden Feuerstellungen ca. vier bis sechs Kilometer vor dem eigenen VRV bezogen. Die Artillerie erhielt Feuerbefehle für Flächen- als auch für Punktziele. Feuerbeginn etwa zu dem Zeitpunkt, wenn eigene Angriffsverbände aus dem Bereitstellungsraum Richtung Angriffsziel marschieren. Des Weiteren erfolgen massive Schläge auf die gegnerische Verteidigung durch Armeeflieger (Kampfhubschrauber) und Erdkampfflugzeuge. Die Feuerzuweisung der Artillerie erfolgte nach bestimmten Prioritäten:
- aufgeklärte Artilleriestellungen und Feldflugplätze des Gegners, sowie andere Hochwertziele
- aufgeklärte Gefechtsstände (BtlGefStd, BrigGefStd und DivGefStd), Reserven und Marschstraßen
- Flächenziele in der Tiefe des verteidigenden Bataillonsgefechtsstreifen
- aufgeklärte Kompanien am VRV und in der Tiefe

Das Artilleriefeuer („Feuerwalze“, „Feuervorhang“, „Feuerglocke“, „Bewegliche Feuerzone“), hauptsächlich aus Sprengbrand und Splittermunition, sowie Bomblets, konnte zwischen 10 Minuten und mehreren Stunden betragen, meistens jedoch zwischen 45 und 60 Minuten je nach Stärke des Gegners und Intensität der Feuerzusammenfassung mehrerer Batterien. Erreichte der eigene Angriffsverband etwa 500 Meter vor dem VRV des Feindes, die Sturmausgangslinie, wurde das Feuer meistens in die Tiefe verlegt. Ein überschlagendes Vorverlegen wurde auch dann vorgenommen, wenn neue Feuerstellungen, v. a. bei Panzerartillerie, bezogen wurden.
Der Bodenoffensive sollten überfallartige Luftschläge für eine geschätzte Dauer von sechs bis acht Stunden durch starke Verbände von Jagdbombern, Jagdflugzeugen und leichten Bombern vorausgehen. Hierbei wurden die Ziele wie folgt priorisiert:
- Bekämpfung von NATO-Radarstellungen und dem Schlagen von weiteren Einflugschneisen[1] in die gegnerische Luftverteidigung.
- Vernichtung der NATO-Luftstreitkräfte möglichst noch auf dem Boden[1] durch systematisches Ausschalten von militärischen Flughäfen und Fliegerhorsten. Hierbei war die Zielvorgabe 60 % der Kampfflugzeuge BLAU beim ersten Schlag zu vernichten.
- Erringung der Luftüberlegenheit (zeitlich, örtlich, Tag/Nacht),[1] um weitere operative Handlungsfreiräume auf dem Boden zu schaffen.
- Zerstörung von NATO-Kommandostellen,[1] in erster Linie Gefechtsstände auf Korps-, Divisions-, Brigade- und Bataillonsebene. Dies galt in erster Linie auch für Atomwaffenstützpunkte, Nachschubsdepots etc.
- Bekämpfung von Hochwertzielen in der Tiefe des gegnerischen Raumes.[1]
- Operative und taktische Luftlandungen zur Unterstützung der Angriffsspitzen der Bodentruppen durch handstreichartige Inbesitznahme[1] von Schlüsselgeländen und -objekten. Die Armeeflieger waren in der Lage, taktische Luftlandungen für 10 Bataillone luftverlastbarer Truppenteile gleichzeitig[1] bis zu einer Tiefe von 50 km hinter den feindlichen Linien vorzunehmen.

### Aufklärung
Ein weiterer Aspekt für einen erfolgreichen Durchbruch war die gründliche Erkundung des Geländes und der Positionen des Feindes durch Späh- und Gefechtsaufklärung. Dies konnte bodengebunden durch abgesessene Spähtrupps oder aufgesessen durch geräuscharme Spähpanzer wie dem Erkundungsfahrzeug BA-64 oder dem BRDM geschehen. Gefechtsaufklärung, also auch Aufklärung durch Kampf, konnte durch leicht bewaffnete Transport- und Schützenpanzer wie dem BTR, BMP, PT-76-Schwimmpanzer oder auch Kampfpanzer erfolgen. Ergänzt wurde dies durch Luftaufklärung, um ein möglichst genaues Bild über Lage und Verteidigungsstellungssysteme des Gegners zu gewinnen. Hauptaufgabe der Aufklärung war es, Lücken in der gegnerischen Abwehr zu erkennen und diese gezielt auszunutzen. Daneben gab es eine Reihe von Fern- und Spezialaufklärungszüge der NVA und anderer Armeen des Warschauer Paktes, die sich überwiegend aus Fallschirmjäger- und Luftlandeeinheiten rekrutierten und im Hinterland des feindlichen Gebietes operierten.

### Zuweisung der Gefechtsstreifen
Den Panzer- und Mot-Schützeneinheiten wurden weitere Kampfunterstützungstruppen wie Panzerjäger und Pioniere unterstellt. Einem Panzerbataillon im Angriff wurde, je nach Gelände, eine Durchbruchsbreite von ca. 500 bis 1000 Metern zugeteilt, für ein Panzerregiment etwa maximal 5000 Meter. Die klassische Gefechtsordnung bestand aus zwei Kompanien als 1. Staffel und einer Kompanie als operative Reserve in der 2. Staffel. Panzerkräften wurden Mot-Schützeneinheiten und Artillerie zur Feuerunterstützung unterstellt. Denkbar waren hier verschiedene Varianten, die sich nach den Geländegegebenheiten und den Aufgaben des Verbandes richteten. Entweder wurde das Panzerbataillon (PB) eines Mot-Schützenregimentes (MSR) auf die Mot-Schützenbataillone (MSB) aufgeteilt, oder bei einem Panzerregiment (PR) das MSB auf die einzelnen PB.
Die Bereitstellungsräume des Angriffsverbandes waren dabei so zu wählen, dass sie sich möglichst außerhalb der Reichweite gegnerischer Artillerie befanden.

### Entfaltung
Die Einführung der Angriffskräfte zur Entfaltung im Gefechtsabschnitt erfolgt in der Regel aus der Marschordnung heraus. Hierbei entfaltete sich der Angriffsverband zu Regimentern, Bataillonen, Kompanien bis hin zu den einzelnen Kampfzügen in einer Entfernung von fünf bis acht Kilometern vor dem VRV der NATO. Hierbei war zu beachten, dass sich vor dem VRV meist ein Verzögerungsstreifen der Deckungskräfte befunden hatte, in dem es zu den ersten Gefechten gekommen wäre. Die Entfaltung sollte dabei zu einer möglichst späten Gefechtsphase beginnen, um eigene Teile nicht der vollen Wirkung der Panzerabwehrkräfte des Gegners (z. B. MILAN, Jagdpanzer etc.) auszusetzen. Das Abwehrfeuer des Feindes sollte nach Möglichkeit unterlaufen werden. Bei einem mit hoher Geschwindigkeit in die Tiefe getragenem sowjetischen Panzerangriff, wären Begegnungsgefechte mit NATO-Verbänden kaum zu vermeiden gewesen. Einer erhöhten Kräftekonzentration und Truppenmassierung sollte durch Auflockerung der Angriffsverbände entgegengewirkt werden, da durch Zusammenballung ein taktisches Atomziel beziehungsweise Schwerpunktziel für Luftschläge entstanden wäre. Andererseits war eine Massierung von Kräften und Mitteln zur Schaffung von Stoßgruppierungen unbedingt notwendig, um einen starken Schlag gegen die feindlichen Linien auszuführen. Außerdem galt es zu verhindern, dass der Gegner einen Gegenangriff in die Flanke des sowjetischen Panzerverbandes ausführt, so war es das Bestreben des Truppenführers, möglichst schnell nachrückende Einheiten herbeizuführen und den VRV möglichst konstant unter Artilleriefeuer zu halten. Flankenangriffe des Gegners sollten mit operativen Panzerreserven und Sperrabteilungen abgeriegelt werden. Der Angriff selbst erfolgte dann mit Panzerformationen (Keil, Breitkeil oder Kette) und auf Seite der Mot-Schützen bis zum Erreichen der gegnerischen Stellungen überwiegend aufgesessen.
Für einen erfolgreichen Sturm und Einbruch in das gegnerische Stellungssystem wurden folgende Relationen der angreifenden Truppe zum verteidigenden Gegner zugrunde gelegt:
- Überlegenheit Infanterie: 4:1 bis 6:1
- Überlegenheit Panzer: 3:1 bis 5:1
- Überlegenheit Artillerie: 6:1 bis 8:1

### Durchbruchsabschnitt
Für das Gelingen eines Durchbruchs, mussten die operative Voraussetzungen geschaffen werden, an benachbarten Abschnitten weitere Durchbrüche zu erwirken, um eine Feuerkonzentration des Gegners auf eine bestimmte Stelle zu vermeiden und die verteidigende Truppe aufzuspalten. Der Durchbruch sollte aus taktischen Erwägungen möglichst an der am schwächsten verteidigten Stelle des Gegners erfolgen. Den einzelnen Truppenteilen wurden dabei bestimmte Durchbruchsabschnitte zugewiesen. Ein Bataillon auf einer Breite von 200 Metern, ein Regiment bis 1000 Metern und einer Division zwei Kilometer. Ein NATO-Bataillon verteidigte auf der anderen Seite einen Gefechtsabschnitt von drei bis fünf Kilometern Breite und ca. fünf Kilometern Tiefe und eine Panzer- bzw. Panzergrenadierbrigade etwa 10 bis 20 km. Dies bedeutete, dass eine Division des Warschauer Paktes auf zwei Kampfkompanien in Stellung, bzw. maximal ein verteidigendes Bataillon trifft. Zu erwarten war in der Regel ein Panzergrenadier- bzw. Jägerbataillon und erst in der Tiefe, ein Panzerbataillon für den Gegenangriff. Besonders zu achten war auf die Flankensicherung. In den gefährdeten Abschnitten war jederzeit mit dem Eingreifen von PAH-Hubschraubern in Stärke von häufig zwei Schwärmen (14 Maschinen) zu rechnen, die mit Strela-Raketen und anderen Waffensystemen der Truppenluftabwehr bekämpft werden mussten. Auch waren diese Abschnitte ganz besonders durch Auffang- und Wurfminensperren gefährdet. Diese mussten dann wiederum durch Einsatz von Pionieren mit KMT-Minenräumgeräten oder gestreckten Ladungen beseitigt werden. Das Verlegen von Minensperren an bestimmten Abschnitten wurde auch vom Warschauer Pakt genutzt. Außer dem Durchbruchsabschnitt für die Hauptlast des Angriffs konnten Nebenrichtungen befohlen werden und je nach Entwicklung der Lage, ein schneller Schwerpunktwechsel vorgenommen werden. Durchbrüche können gleichzeitig oder zeitlich versetzt stattfinden. Dabei kann es zu einer Kombination mit Armeefliegern, Luftwaffe, sowie luftgelandeten Kräften (Fallschirmjäger, Luftlandepanzer etc.) kommen, um im Vorfeld wichtige Objekte in der Tiefe des gegnerischen Territoriums zu nehmen.

### Folgekräfte
Der 1. Staffel (die vordersten Verbände machten davon etwa 20 % der Gesamtstärke aus), die den Durchbruchsabschnitt zu vergrößern hatte, folgte in einem Abstand von etwa 10 bis 15 Kilometern die 2. Staffel, welche die Aufgabe besaß, noch vorhandenen Feindwiderstand zu brechen. Das Heranführen der 2. Staffel musste aus der Tiefe des Raumes und unter maximaler Tarnung bewerkstelligt werden. Das Heranführen der 2. Staffel galt als militärisch komplexe und komplizierte Operation und bildete nach Meinung von Fachleuten die Schwachstelle eines sowjetischen Angriffsverlaufes. Eine Mot-Schützendivision setzte in der Regel zwei verstärkte MSR und zwei Bataillone nebeneinander in der 1. Staffel ein. Aus taktischen Überlegungen sollte die 2. Staffel möglichst spät ins Gefecht eingeführt werden, um die größtmögliche Abnutzung beim Gegner zu erreichen. Hauptaufgabe bestand darin, den Durchbruchsabschnitt kontinuierlich zu erweitern und vor feindlichen Gegenangriffen zu sichern. Die Einnahme von Ortschaften sollte möglichst vermieden werden, um nicht in verlustreichen Häuserkämpfen aufgerieben zu werden. Daher sollten sie möglichst umgangen oder blockiert werden.

## Operative Manövergruppen
Eine Operative Manövergruppe (engl. Operational Manoeuvre Group, OMG) war ein schwerer Panzerverband (häufig eine verstärkte Panzerdivision) des Warschauer Paktes, welcher die Aufgabe hatte, unter Ausnutzung des Überraschungsmomentes, Durchbrüche in die Verteidigung der NATO zu erzwingen und mit hoher Stoßkraft und Geschwindigkeit zu erweitern. Eine OMG diente für tiefe Vorstöße einer beweglichen Armeegruppe und führte das Gefecht der verbundenen Waffen, wobei die Hauptlast auf der eigenen Panzerwaffe lag. Die OMGs sollten hinter der ersten Angriffsdivision eingesetzt werden, stellten selbstständig operierende Panzereinheiten in Divisions- bzw. Armeestärke, welche das Ziel erhalten hatten, innerhalb von 24 Stunden überraschend durch Umfassen von Truppen in den rückwärtigen Raum der NATO-Gefechtsstreifen zu stoßen und die Verteidigung von innen her aufzubrechen. Dort sollten sie herangeführte feindliche Reserven bekämpfen, Rückzugslinien abschneiden, sowie zurückweichende Feindteile verfolgen und vernichten. Das Konzept der OMG wurde 1982 von Donnelly erstmals publiziert. Hierbei waren die verschiedensten Szenarien denkbar. Der frühzeitig geplante Einsatz einer Panzerdivision als OMG der Armee, der Einsatz einer Panzerdivision als OMG aus dem Bestand der 1. Staffel oder die Präzisierung des Einführungsabschnittes einer OMG. Das sowjetische OMG-Konzept war als Antwort auf die US-amerikanische AirLand Battle und FOFA-Doktrin zu sehen.

## Kalkulierte Verluste
Um Aussagen zur Erwartung von Verlusten treffen zu können, wurden unterschiedliche Hochrechnungsverfahren angewandt. Man ging von 20 % personellen Verlusten innerhalb der ersten 24 Stunden eines Gefechtstages aus. Dies hätte zur Folge, dass eine MSD nach etwa fünf Kampftagen abgenutzt ist. Nach sowjetischer Definition galt ein Verband mit 60 % Verlust als vernichtet.

## Ausgewählte Unterschiede in den Begrifflichkeiten beider Militärblöcke (NVA – Bundeswehr)
| Warschauer Pakt (NVA)            | NATO                                   |
| -------------------------------- | -------------------------------------- |
| Angriffsstreifen                 | Gefechtsstreifen                       |
| Aufgabe (Operative)              | Auftrag (Armee)                        |
| Aufklärung                       | Aufklärung (Feind) Erkundung (Gelände) |
| Durchbruch                       | Einbruch                               |
| Einführung in das Gefecht        | Einsatz                                |
| Flanke                           | Flanke                                 |
| Forcieren von Wasserhindernissen | Angriff über Gewässer                  |
| Gefechtsanordnung                | Einsatzbefehl                          |
| Gefechtsordnung                  | Gefechtsgliederung                     |
| Gefechtsaufgabe                  | Auftrag                                |
| Gefechtslage                     | Lage                                   |
| Gegenschlag                      | Gegenangriff                           |
| Hauptschlag                      | Schwerpunkt im Einsatz                 |
| Kampfmöglichkeiten               | Gefechtswert                           |
| Kernwaffen                       | Atomwaffen                             |
| Kette (Armeeflieger)             | Schwarm (Heeresflieger)                |
| Luftabwehr                       | Flugabwehr                             |
| Manöver                          | (taktische) Bewegung                   |
| Nachrichten-                     | Fernmelde-                             |
| Operation                        | Gefecht                                |
| operativer Aufbau                | Gefechtsgliederung                     |
| Rekognoszierung                  | Erkundung                              |
| Rückwärtige Dienste              | Logistiktruppe                         |
| Schlag                           | Stoß                                   |
| Trennungslinie                   | Grenze des Gefechtsstreifens           |
| Waffengattung                    | Truppengattung                         |